# Ginoria rohrii
Ginoria rohrii là một loài thực vật có hoa trong họ Lythraceae. Loài này được (Vahl) Koehne mô tả khoa học đầu tiên năm 1882.